# Hordaland
Hordaland war eine Provinz (Fylke) in Norwegen. Auf 15.436 km² lebten hier 524.495 Menschen (Stand: 1. Januar 2019). Die Hauptstadt von Hordaland war Bergen. In Hordaland lag mit dem Hardangerfjord einer der längsten und tiefsten Fjorde an der norwegischen Küste.
Vor der Reform von 1919 hieß die Provinz Søndre Bergenhus amt (Süd-Bergenhus, nach der Festung Bergenhus). Die Stadt Bergen gehörte erst seit 1972 dazu und bildete vorher eine eigene Provinz.
Zum 1. Januar 2020 schloss sich Hordaland mit Sogn og Fjordane (ohne die Kommune Hornindal) zum neuen Fylke Vestland zusammen. Grundlage für das Zusammengehen war ein Beschluss des Storting, des norwegischen Parlaments, vom 8. Juni 2017, der im Zuge einer Regionalreform eine Reduzierung auf elf Fylke vorsah.

## Kommunen von Hordaland
| Kommunen von Hordaland | |
| Einwohnerzahlen vom 1. Januar 2019 1. Askøy (29.275) 2. Austevoll (5212) 3. Austrheim (2887) 4. Bergen (281.190) 5. Bømlo (11.960) 6. Eidfjord (906) 7. Etne (4077) 8. Fedje (562) 9. Fitjar (3201) 10. Fjell (26.166) 11. Fusa (3861) 12. Granvin (937) 13. Jondal (1087) 14. Kvam (8441) 15. Kvinnherad (13.137) 16. Lindås (15.812) | 1. Masfjorden (1711) 2. Meland (8187) 3. Modalen (380) 4. Odda (6745) 5. Os (20.804) 6. Osterøy (8120) 7. Øygarden (4889) 8. Radøy (5091) 9. Samnanger (2465) 10. Stord (18.699) 11. Sund (7062) 12. Sveio (5721) 13. Tysnes (2846) 14. Ullensvang (3320) 15. Ulvik (1093) 16. Vaksdal (4045) 17. Voss (14.606) |